# ليال الرحباني
ليال الرحباني
ليال الرحباني هي موسيقية ومغنية لبنانية تنتمي إلى العائلة الرحبانية الشهيرة، وهي ابنة الموسيقار الكبير عاصي الرحباني، أحد أعمدة الموسيقى اللبنانية والعربية الحديثة، وأحد الأخوين الرحباني. اشتهرت ليال منذ صغرها بموهبتها في الغناء والتلحين، وشاركت في عدد من الأعمال الفنية التي تجمع بين الأصالة الموسيقية الرحبانية والطابع العصري.

### النشأة والتعليم
وُلدت ليال الرحباني في لبنان ونشأت في بيئة فنية غنية حيث شكّلت الموسيقى جزءًا أساسيًا من حياتها اليومية. تأثرت كثيرًا بوالدها عاصي الرحباني، وبدأت تعلّم الموسيقى منذ طفولتها. تابعت دراستها الأكاديمية في مجالات الموسيقى والهندسة الصوتية، ما منحها أدوات احترافية للمزج بين التقاليد الموسيقية والابتكار.

### المسيرة الفنية
دخلت ليال الرحباني عالم الفن من بوابة العائلة، لكنها سرعان ما أثبتت شخصيتها المستقلة في المجال الموسيقي. قدمت عدة أعمال موسيقية وغنائية، بعضها مستوحى من التراث الرحباني، وأخرى تحمل أسلوبًا معاصرًا يجمع بين الموسيقى الشرقية والغربية.
شاركت أيضًا في تلحين عدد من الأغاني الإذاعية والتلفزيونية، كما ساهمت في أعمال مسرحية وموسيقية إلى جانب أفراد من عائلتها. تتميز أعمالها بحس فني رفيع وبصمة إبداعية خاصة.

### تأثير العائلة الرحبانية
كونها جزءًا من عائلة الرحابنة، فقد ورثت ليال إرثًا موسيقيًا ضخمًا، لكنها لم تكتفِ بنقل هذا الإرث بل سعت إلى تطويره. يُعتبر صوتها امتدادًا للأصوات الرحبانية التي ساهمت في تشكيل الهوية الموسيقية للبنان والعالم العربي، من فيروز إلى منصور وعاصي الرحباني، مرورًا بوالدها إلياس.

### أعمالها
ليال لم تصدر ألبومات عديدة مقارنة بأسماء كبيرة في الوسط الفني، لكنها شاركت في عدد من المشاريع الموسيقية الخاصة والبرامج الفنية، واحتفظت بخط فني نخبوي مميز. من أبرز مشاركاتها:
- أداء وغناء في بعض المناسبات الوطنية والثقافية.
- مشاريع موسيقية تلفزيونية وإذاعية.
- تعاونات موسيقية مع والدها الراحل.

### الحياة الشخصية
تُعرف ليال بشخصيتها الهادئة والمتحفظة، ولا تحبذ الظهور الإعلامي المكثف. ركّزت على مسيرتها الفنية أكثر من الظهور الجماهيري، ما جعلها بعيدة عن أضواء الإعلام ولكن قريبة من جمهور النوعية.

### إرثها الفني
رغم محدودية الإنتاج، تُعدّ ليال الرحباني امتدادًا لصوت الجيل الرحباني الجديد، وتسعى للموازنة بين وفائها للموروث الفني العائلي وبين محاولات التجديد والمواكبة الفنية.